# Escut de Castellet i la Gornal

Escut oficial de Castellet i la Gornal

L'escut oficial de Castellet i la Gornal té el següent blasonament:
Escut caironat: d'atzur, un castell d'or tancat de sable. Per timbre una corona de baró.

## Història
El Ple de l'Ajuntament de Castellet i la Gornal, en data 22 d'octubre de 1992, va prendre l'acord d'adoptar el seu escut heràldic municipal, el qual va ser aprovat el 10 de novembre de 1992 i publicat el 23 de novembre de 1992 al DOGC.
El castell d'or sobre camper d'atzur són les armes parlants de la baronia de Castellet, a la qual també hi fa al·lusió la corona del capdamunt de l'escut.